# Falkenbergspoorlijn
De Falkenbergspoorlijn (Zweeds: Falkenbergs Järnväg (FJ) of Pyttebanan) was een smalspoorlijn tussen Falkenberg en Limmared in Zweden, met een spoorbreedte van 891 mm. De lijn werd in gebruik genomen op 28 september 1894 en bleef in gebruik tot 1959/1961. Zij was 102 km lang, had een maximale helling van 2% en de kortste bocht had een straal van 200 m.

## Geschiedenis
Oorspronkelijk werd er enkel met gemengde treinen gereden (passagiers en goederen tegelijk). Aangezien het laden en lossen van goederen langer duurt dan het op- en afstappen van passagiers, had dit een duidelijk negatieve invloed op de reistijd voor passagiers. Na enkele jaren werd dan ook overgeschakeld op aparte treinen. De hoofdactiviteit op de lijn was vervoer van hout (tot 50.000 ton per jaar in de beste jaren), meestal bestemd voor de haven van Falkenberg. In 1921 werd evenwel een verbod op houtexport ingesteld, waardoor de houtkap erg verminderde. Bovendien begonnen passagiers meer en meer gebruik te maken van auto's en bussen. Vanaf de jaren 30 kwam de lijn in moeilijkheden en zij werd in april 1939 en juli 1940 in twee fases genationaliseerd. De lijn had als bijnaam fattig Järnväg (zelfde initialen) gekregen, wat ongeveer "povere spoorweg" betekent. De maximale snelheid bedroeg 35 km/h. Na een lichte heropflakkering tijdens de Tweede Wereldoorlog bleek de lijn steeds onrendabeler. Zij werd gesloten in twee fases: 1 november 1959 en 1 mei 1961, waarna de rails vrij snel werden opgebroken.